# NGMC 91

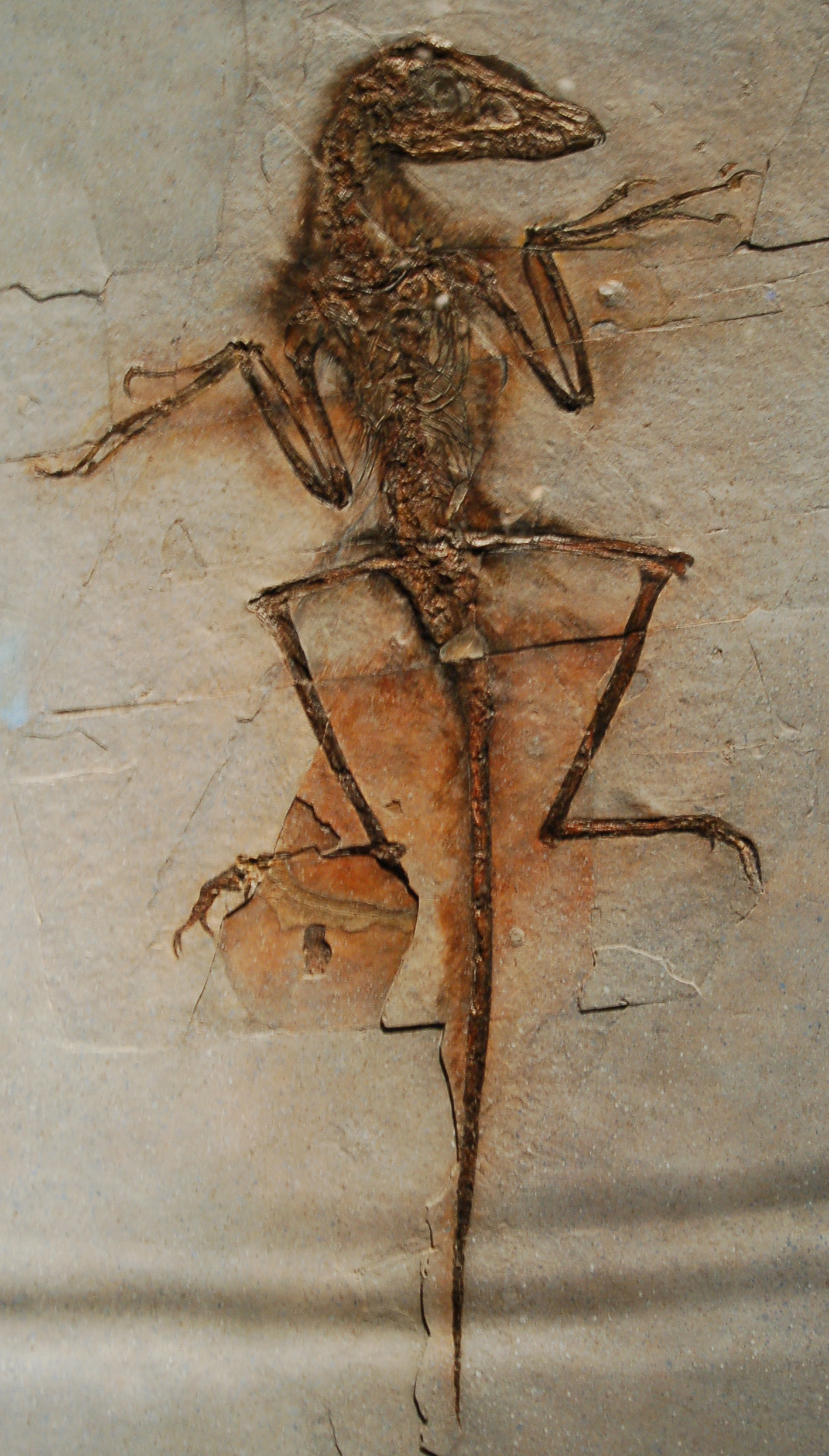
Le fossile NGMC 91.

NGMC 91, surnommé "Dave", est un fossile particulièrement bien conservé de petits dinosaures à plumes. 
Il a été découvert en Chine, dans la province de Liaoning, dans la formation géologique de Jehol datant du début du Crétacé inférieur (Aptien), il y a 122 millions d'années.
Ce spécimen a fait l'objet d'une controverse pour son attribution à un genre et une espèce parmi les dinosaures théropodes.
Dans les années 2010, un consensus se dégage parmi les paléontologues pour l'attribuer à l'espèce Sinornithosaurus millenii.

## Description

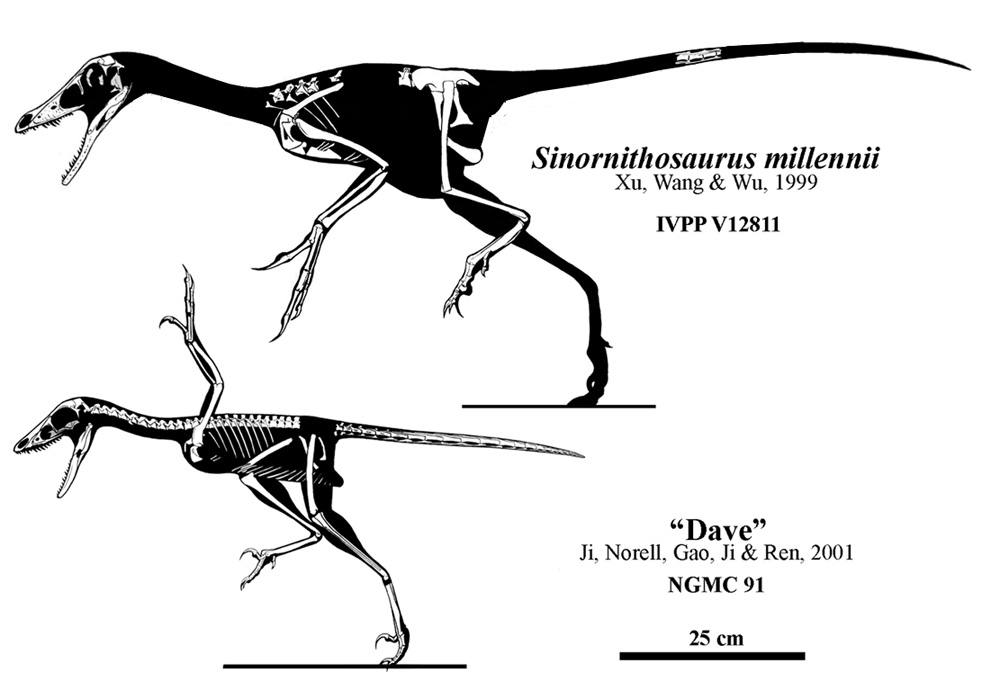
Comparaison de l'holotype de Sinornithosaurus millenii et de NGMC 91.

Ce petit théropode à plumes mesurait environ 70 centimètres de long.

### Plumes
Différents types de plumes ont été très bien conservés sur ce fossile. Le premier type consiste en des simples touffes comparables au duvet des oiseaux actuels.
Le deuxième type, plus évolué et proche des plumes des oiseaux actuels, consiste cette fois-ci en un rachis central, orné de différents filaments nommé "barbes". Cependant, contrairement aux plumes actuelles, les barbes ne possèdent pas de barbicelles (petits filament ornés d'un crochet et liant les barbes entre elles pour les rendre solidaires).
On peut noter près d'une patte arrière le fossile du poisson du genre Lycoptera.

## Classification
La première publication de ce fossile date de 2001 (dans la revue « Nature »), et a été réalisée par Ji Qiang et al. L'analyse du spécimen a conclu qu'il s'agissait de Sinornithosaurus millenii, les différences avec les autres membres de cette espèce étant, pour la majorité d'entre elles, dues à l'âge.
En 2002, Ji Qiang, avec une autre équipe de scientifiques, a également analysé le fossile et l'a aussi inclus dans le même genre, mais en réfutant son appartenance à l'espèce Sinornithosaurus millenii NGMC 91 est alors connu sous le nom de Sinornithosaurus sp.
Dans une étude de 2004, Phil Senter et ses collègues placent ce fossile dans le genre Microraptor.
En 2011, Senter revient finalement sur sa décision, en confirmant son appartenance à l'espèce Sinornithosaurus millenii, point de vue partagé par une étude indépendante de Turner, Makovicky et Norell en 2012.